# Hukkasaari (ö i Finland, Norra Savolax, Kuopio)
Hukkasaari är en ö i Finland. Den ligger i sjön Riistavesi och i kommunen Kuopio i den ekonomiska regionen  Kuopio ekonomiska region  och landskapet Norra Savolax, i den centrala delen av landet, 300 km nordost om huvudstaden Helsingfors. Öns area är 4,5 hektar och dess största längd är 320 meter i sydöst-nordvästlig riktning.